# Scathophaga parviceps
Scathophaga parviceps är en tvåvingeart som först beskrevs av Ringdahl 1936.  Scathophaga parviceps ingår i släktet Scathophaga och familjen kolvflugor. Enligt den svenska rödlistan är arten nationellt utdöd i Sverige. . Arten har tidigare förekommit i Nedre Norrland men är numera lokalt utdöd. Artens livsmiljö är fjäll, våtmarker, skogslandskap. Inga underarter finns listade i Catalogue of Life.